# Saint-Avaugourd-des-Landes

Saint-Avaugourd-des-Landes este o comună în departamentul Vendée, Franța. În 2009 avea o populație de 928 de locuitori.